# Игбо (език)
Игбо (Ásụ̀sụ́ Ìgbò) е нигер-конгоански език, говорен от около 30 милиона души, главно от етническата група игбо, в югоизточната част на Нигерия.
Книжовната форма на игбо е разработена през 70-те години на XX век, като използва като писменост паннигерийската азбука, вариант на латиницата. Тя е базирана на централния диалект, който целенасочено е допълван с лексика от другите диалекти на игбо.